# トラン・ヌー・イエン・ケー
トラン・ヌー・イエン・ケー（ベトナム語: Trần Nữ Yên Khê、漢字：陳女燕溪、1968年3月18日 - ）はベトナム出身の女優。

## 人物
1991年に舞台でデビューし、トラン・アン・ユン監督の『青いパパイヤの香り』に出演後、同監督と結婚した。その後も同監督の映画には必ず出演している。
Trầnは正しいベトナム読みでは「チャン」である（ベトナムの人名#その他も参照）。

## 出演作品
- 『青いパパイヤの香り』 Mùi đu đủ xanh (1993)
- 『シクロ』 Xích lô (1995)
- 『夏至』 Mùa hè chiều thẳng đứng (2000)
- 『アイ・カム・ウィズ・ザ・レイン』 I Come with the Rain (2008)